# Challenge Tour (snooker)
I Challenge Tour sono degli eventi di snooker dove partecipano solo i giocatori dilettanti, dal 1997 in varie città del mondo.

## Storia
I Challenge Tour sono stati presentanti per la prima volta nello snooker dalla stagione 1997-1998, con 5 eventi.
Negli anni successivi si è poi andato avanti con 3 o 4 eventi a stagione.
Sono tornati a partire dalla stagione 2018-2019 con 10 eventi dopo una soppressione di 14 stagioni, mentre in quella successiva ci sarà anche un evento Play-off.
Il 17 luglio 2020 la World Professional Billiards and Snooker Association annuncia la nascita di un nuovo circuito amatoriale, che andrà a sostituire il Challenge Tour a partire dalla stagione 2020-2021.

## Albo d'oro
| Stagione  | Vincitore        | Nome           | Edizione                 |
| --------- | ---------------- | -------------- | ------------------------ |
| 1997-1998 | Paul McPhillips  | UK Tour        | Challenge Tour 1997-1998 |
| 1998-1999 | Alfie Burden     | UK Tour        | Challenge Tour 1998-1999 |
| 1999-2000 | Barry Hawkins    | UK Tour        | Challenge Tour 1999-2000 |
| 2000-2001 | Shaun Murphy     | Challenge Tour | Challenge Tour 2000-2001 |
| 2001-2002 | Ryan Day         | Challenge Tour | Challenge Tour 2001-2002 |
| 2002-2003 | Martin Gould     | Challenge Tour | Challenge Tour 2002-2003 |
| 2003-2004 | Brian Salmon     | Challenge Tour | Challenge Tour 2003-2004 |
| 2004-2005 | Jamie Cope       | Challenge Tour | Challenge Tour 2004-2005 |
| 2018-2019 | Brandon Sargeant | Challenge Tour | Challenge Tour 2018-2019 |
| 2019-2020 | Ashley Hugill    | Challenge Tour | Challenge Tour 2019-2020 |